# Éxtasis
Pour plus de détails, voir Fiche technique et Distribution.
Éxtasis est un film espagnol réalisé par Mariano Barroso, sorti en 1996.

## Synopsis
Trois amis, deux jeunes hommes et une jeune femme, décident de voler leurs parents respectifs pour commencer une nouvelle vie.

## Fiche technique
- Titre : Éxtasis
- Réalisation : Mariano Barroso
- Scénario : Mariano Barroso et Joaquín Oristrell
- Musique : Bingen Mendizábal et Kike Suárez Alba
- Photographie : Flavio Martínez Labiano
- Montage : Fernando Pardo
- Production : Gerardo Herrero
- Société de production : Tornasol Films
- Société de distribution : Colifilms Distribution (France)
- Pays :  Espagne
- Genre : Drame
- Durée : 93 minutes
- Dates de sortie : 
  -  Espagne : 16 février 1996
  -  France : 12 novembre 1997

## Distribution
- Javier Bardem (VF : Maurice Decoster) : Rober
- Federico Luppi : Daniel
- Sílvia Munt : Lola
- Daniel Guzmán : Max
- Leyre Berrocal (VF : Nathalie Régnier) : Ona
- Alfonso Lussón : l'oncle de Rober
- Guillermo Rodríguez : Quino
- Juan Díaz : le frère d'Ona

## Distinctions
Le film a été présenté en sélection officielle en compétition lors de Berlinale 1996.